# Astrodesmus ussagaranus
Astrodesmus ussagaranus är en mångfotingart som beskrevs av Carl Graf Attems 1912. Astrodesmus ussagaranus ingår i släktet Astrodesmus och familjen Gomphodesmidae. Inga underarter finns listade i Catalogue of Life.